# ダンテ・エクザム
- ダンテ・エクサム

ダンテ・エクザム（Danté Exum 1995年7月13日 - ）は、オーストラリアのビクトリア州メルボルン出身のプロバスケットボール選手。NBAのダラス・マーベリックスに所属している。ポジションはシューティングガードまたはポイントガード。

## 来歴
幼少の頃からバスケットボールとオーストラリアンフットボールを楽しんできたエクザムは、元NBA選手の父を追うべく、キャンベラ大学入学時にバスケットボールに専念。その傍らでオーストラリア国立スポーツ研究所でスポーツ選手としての修行を積み、2013年のナイキ・フープサミットにも出場するまでに成長した。これで自信を付けたエクザムは、NBAに挑戦することを決意。2014年のNBAドラフトにエントリーした。

### ユタ・ジャズ
全体5位でユタ・ジャズから指名され、ルーキーシーズンは全82試合にフル出場した。
2015年8月5日、オーストラリア代表の合宿中だったエクサムは、スロベニア代表との練習試合で、左膝を負傷。その後の検査の結果、前十字靭帯を断裂したことが判明。オーストラリア代表での活動は勿論ながら、NBA2015-16シーズンの全休を強いられ、2016-17シーズン開幕戦で復帰した。しかし、2017年10月6日のフェニックス・サンズとのプレシーズンマッチで左肩を負傷し、2017-18シーズンは再び全休になると報じられた。

### クリーブランド・キャバリアーズ
2019年12月24日、ジョーダン・クラークソンとのトレードでクリーブランド・キャバリアーズへ移籍した。キャバリアーズでのデビュー戦となった2020年1月5日のミネソタ・ティンバーウルブズ戦でキャリアハイとなる28得点を記録した。

### ヒューストン・ロケッツ
2021年1月、キャバリアーズとブルックリン・ネッツ、ヒューストン・ロケッツ、インディアナ・ペイサーズの4チームが絡む大型トレードで、ロケッツに移籍した。しかし、負傷で出場もままならず、2021-22シーズン開幕前に解雇された。

### ユーロリーグでのキャリア（2021-2023）
2021年12月7日、FCバルセロナ・バスケットとの3ヶ月の短期契約に合意した。
2022年7月10日、ユーロリーグとABAリーグに所属するKKパルチザンとの契約に合意した。

### ダラス・マーベリックス
2023年7月14日にダラス・マーベリックスとの契約に合意した。
このシーズン、苦手であったスリーポイントを49.1%で沈め、4月7日のロケッツ戦では、試合を同点にするブザービータースリーポイントを沈めている。

## 個人成績

### NBA

#### レギュラーシーズン
| シーズン | チーム | GP             | GS             | MPG            | FG%            | 3P%            | FT%            | RPG            | APG            | SPG            | BPG            | PPG            |
| -------- | ------ | -------------- | -------------- | -------------- | -------------- | -------------- | -------------- | -------------- | -------------- | -------------- | -------------- | -------------- |
| 2014–15  | UTA    | 82             | 41             | 22.2           | .349           | .314           | .625           | 1.6            | 2.4            | .5             | .2             | 4.8            |
| 2015–16  | UTA    | 負傷により全休 | 負傷により全休 | 負傷により全休 | 負傷により全休 | 負傷により全休 | 負傷により全休 | 負傷により全休 | 負傷により全休 | 負傷により全休 | 負傷により全休 | 負傷により全休 |
| 2016–17  | UTA    | 66             | 26             | 18.6           | .427           | .295           | .795           | 2.0            | 1.7            | .3             | .2             | 6.2            |
| 2017–18  | UTA    | 14             | 0              | 16.8           | .483           | .278           | .806           | 1.9            | 3.1            | .6             | .2             | 8.1            |
| 2018–19  | UTA    | 42             | 1              | 15.8           | .419           | .290           | .791           | 1.6            | 2.6            | .3             | .1             | 6.9            |
| 2019–20  | UTA    | 11             | 0              | 7.5            | .435           | .333           | 1.000          | 1.1            | .6             | .1             | .2             | 2.2            |
| 2019–20  | CLE    | 24             | 1              | 16.8           | .479           | .351           | .732           | 2.3            | 1.4            | .5             | .3             | 5.6            |
| 2020–21  | CLE    | 6              | 3              | 19.4           | .385           | .182           | .500           | 2.8            | 2.2            | .7             | .3             | 3.8            |
| 2023–24  | DAL    | 55             | 17             | 19.8           | .533           | .491           | .779           | 2.7            | 2.9            | .4             | .1             | 7.8            |
| 2024–25  | DAL    | 18             | 12             | 19.1           | .480           | .447           | .742           | 1.7            | 2.8            | .7             | .2             | 9.1            |
| 通算     | 通算   | 318            | 101            | 18.8           | .435           | .343           | .765           | 1.9            | 2.3            | .4             | .2             | 6.2            |

#### プレーオフ
| シーズン | チーム | GP | GS | MPG  | FG%  | 3P%  | FT%   | RPG | APG | SPG | BPG | PPG |
| -------- | ------ | -- | -- | ---- | ---- | ---- | ----- | --- | --- | --- | --- | --- |
| 2017     | UTA    | 7  | 0  | 12.0 | .407 | .333 | 1.000 | .9  | 1.3 | .7  | .0  | 4.6 |
| 2018     | UTA    | 10 | 0  | 11.4 | .488 | .286 | .750  | 1.4 | 1.0 | .1  | .1  | 5.1 |
| 2024     | DAL    | 21 | 0  | 6.9  | .364 | .350 | .667  | .8  | .6  | .1  | .0  | 2.0 |
| 通算     | 通算   | 38 | 0  | 9.0  | .420 | .333 | .792  | 1.0 | .8  | .2  | .1  | 3.3 |

### ユーロリーグ
| シーズン | チーム       | GP | GS | MPG  | FG%  | 3P%  | FT%  | RPG | APG | SPG | BPG | PPG  | PIR  |
| -------- | ------------ | -- | -- | ---- | ---- | ---- | ---- | --- | --- | --- | --- | ---- | ---- |
| 2021–22  | FCバルセロナ | 25 | 10 | 17.0 | .515 | .545 | .849 | 2.5 | 1.6 | .5  | .3  | 6.3  | 8.1  |
| 2022–23  | KKパルチザン | 38 | 7  | 23.0 | .520 | .393 | .858 | 2.3 | 2.7 | .8  | .2  | 13.2 | 14.3 |
| 通算     | 通算         | 63 | 17 | 20.6 | .519 | .419 | .856 | 2.4 | 2.3 | .7  | .2  | 10.4 | 11.8 |

## プレースタイル
オフェンス力は平凡だが、堅実なディフェンスを評価され、守備的チームのユタで出場時間を得ていた。しかしnbaでの4年ぶりのシーズン、マブスでスリーポイントを49.1%で沈めオフェンス面での成長をみせている。(49.1％という数字は試合数が足りなかったもののこの年のスリーポイント％王のグレイソンアレンの46.1％を上回っている。)

## オーストラリア代表
2012年から各世代の代表に招集され、2014年FIBAバスケットボール・ワールドカップでフル代表デビューを果たした。しかし、2016年のリオデジャネイロオリンピックの出場は、前述の重傷からのリハビリ中との理由で辞退した。

## 家族
父のセシルはノースカロライナ州出身のアメリカ人で、母もアメリカ人である。セシルはノースカロライナ大学在学中にマイケル・ジョーダンやジェームス・ウォージーらと共にプレーし、1982年のNCAAトーナメントで優勝を経験した。セシルはその後NBAではデンバー・ナゲッツなどでプレーし、1991年からオーストラリアでプレー。引退後もオーストラリアに定住している。